# Долар США
До́лар США або Америка́нський до́лар (англ. United States dollar, US dollar, American dollar; код: USD, символ: $) — офіційна валюта Сполучених Штатів Америки та деяких інших країн. Поділяється на 100 центів (¢). В обігу перебувають монети номіналом 1, 5, 10, 25, 50 центів і 1 долар та банкноти в 1, 2, 5, 10, 20, 50 і 100 доларів. Правом емісії володіє Федеральна резервна система, яка виконує в США функції центрального банку.
Долар США є основною резервною та найпоширенішою валютою у світі. На нього припадає до двох третин світових національних валютних запасів. Також від 40 до 60 % фінансових операцій у світі обчислюють в американських доларах.

## Символ

Символ долара

Символом долара є перекреслена вертикальною лінією латинська буква «S». Він виник у XVIII ст. внаслідок еволюції написання абревіатури «ps» — позначення монет песо Іспанської імперії, що мали широке поширення на Американському континенті з XVI до XIX століття. Літери «p» і «s» з часом стали писатися поверх один одного і перетворилися на символ «$».
Інша популярна теорія пояснює походження символу від Герба Іспанії, який карбували на іспанських монетах. Він містить в собі елементи у вигляді двох Геркулесових стовпів які переплітає смужка тканини у формі літери «S».
Символ долара зазвичай пишуть перед сумою, наприклад $200, без пробілу між символом і цифрами. Символ цента (¢) — після, наприклад 25¢.

## Етимологія
У 1518 році в Богемії почали карбувати срібні монети під назвою «йоахимсталер» (нім. Joachimsthaler), названих на честь містечка Йоахимсталь (дослівно з німецької — «Долина св. Йоакима»), де добували срібло. Назва йоахимсталер пізніше була скорочена до «талер» (нім. Thaler). Популярність монети призвела до поширення терміну в інших європейських мовах, зокрема італійською воно стало вимовлятися як «tallero», угорською «tallér», данською та шведською «daler», норвезькою «dalar» або «daler», нідерландською «daler» або «daalder», англійською «dollar». Зокрема у 1575 році в Нідерландах почали карбувати монету Левендальдер (нід. Leeuwen-daalder, у перекладі «Левовий талер»). Левендальдер був типовим срібним талером, єдиною його відмінністю було зображення стоячого на задніх лапах лева — звідки й назва монети. Левендальдер був популярним засобом платежу в північноамериканській колонії Нові Нідерланди і перебував в обігу у Тринадцятьох колоніях протягом XVII та початку XVIII століть. В англомовних спільнотах нідерландську монету, за оригінальною англійською назвою талера — «dollar», називали Левовим доларом (англ. Lion dollar). За словами етимологів, в сучасній американській англійській вимова слова «dollar» є наближеною до вимови слова «daler» нідерландською мовою XVII-го ст.
За аналогією з левовим доларом, іспанські песо, що були спеціально випущені для іспанських колоній в Америці та на Філіппінах — ідентичні за вагою і формою монети номіналом 8 реалів, називали у північноамериканських британських колоніях іспанськими доларами. До середини XVIII ст. іспанські долари витіснили з обігу нідерландські. Зрештою, у 1775 році таку назву отримала перша американська офіційна валюта.
У розмовній мові існують різні псевдоніми для іменування долара США. Серед найпоширеніших — бакс (-и), грінбек, зелений, та ін. Термін бакс (множина бакси, англ. buck, bucks) датують XVIII ст. Можливо, він походить від англійського слова Buckskin, що в перекладі означає Шкіра оленя. Ці шкури були одним з головних предметів торгівлі колоністів з корінними індіанцями. Грінбек та зелений походить з XIX століття, коли були випущені банкноти для фінансування витрат Півночі під час Громадянської війни. Усі вони були надруковані зеленим кольором на звороті (back side). Пізніше Казначейство США (US Treasury) перейняло цю традицію, і зелений колір досі переважає в оформленні банкнот долара США. Інколи банкноти окремих номіналів називають за прізвищами або іменами персон зображених на них. Як, наприклад, Бенджамін або Франклін, коли мають на увазі 100 доларову купюру, Грант — 50-ти доларову, Джексон — 20-ти доларову тощо. Свої розмовні назви мають і монети долара США.
У франкомовних середовищах долар США іноді називають «піастром». Піастрами називали грошові одиниці у французьких колоніях в Південно-Східній Азії, і саме така назва американського долара була вжита у франкомовному тексті офіційного договору з Купівлі Луїзіани в 1803 році. Іменування долара США «піастром» дотепер поширене серед носіїв кажунського діалекту французької мови та франкомовних жителів в регіоні Нова Англія. Також піастр як сленгова назва американської валюти використовують франкомовні жителі Карибських островів, найбільше на Гаїті.

## Історія
Протягом XVII та на початку XVIII століть найпоширенішими монетами на території Тринадцяти колоній були іспанські песо (поділялися на 8 реалів), які часто називали доларами і які широко використовувалися в іспанських колоніях в Америці в XVI—XIX століттях. Голландський левендальдер був популярним засобом платежу в колонії Нові Нідерланди (територія сучасного Нью-Йорка) і також був в обігу в англійських колоніях протягом XVII та на початку XVIII століть.

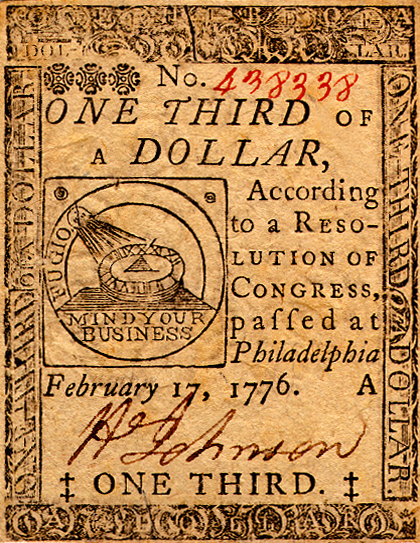
Реверс банкноти в 1/3 континентального долара (1776)

Внаслідок Американської революції (1775—1783), Тринадцять колоній отримали незалежність. Після звільнення від британського монетарного регулювання, новоутворенні штати, для фінансування потреб війни, почали випускати свої паперові гроші: номіналом 5 шилінгів у Джорджії, 6 шилінгів у штатах Коннектикут, Массачусетс, Нью-Гемпшир, Род-Айленд, Вірджинія, 7 1⁄2 шилінга у Делавер, Меріленд, Нью-Джерсі, Пенсільванія, 8 шилінгів в Нью-Йорку і Північній Кароліні та 32 1⁄2 шилінга у Південній Кароліні. Континентальний конгрес також випускав свої банкноти — Континентальні долари, номіновані в іспанських доларах. Континентальні долари сильно знецінилися під час Війни за незалежність. Основною причиною цьому було неузгодження монетарної політики між Конгресом та штатами, які продовжували випускати свої грошові знаки. Зрештою він був замінений на срібний долар за курсом 1 срібний долар = 1000 континентальних доларів.
Долар США вперше був визначений у 1792 році спеціальним Монетним Актом (англ. Coinage Act) яким вартість долара встановлювалася на рівні іспанського долара. Перші монети були викарбувані Монетним двором США (заснований тим же Актом) і були схожими за вагою і вмістом срібла до іспанських доларів що карбувалися в Мексиці та Перу, тобто 371 і 4⁄16 грана чистого або 416 гран (27 грамів) стандартного срібла. Одиниця «іґл» (англ. eagle, в перекладі «орел», дорівнювала 10 доларам) встановлювалася на рівні 247 і 4⁄8 або 270 гран (17 грамів) золота (в залежності від його чистоти). Тобто тоді у США був встановлений біметалізм (фіксована вартість золота та срібла). Вартість на рівні 371 грана походить від рішення Александера Гамілтона зробити одиницю американської валюти рівною зношеній монеті іспанського песо. Нові незношені іспанські монети зазвичай мали вагу 377 гран.
Іспанські долари, американські срібні долари та мексиканські срібні песо перебували в обігу паралельно до видання ще одного Монетного Акту (Coinage Act of 1857) у 1857 році яким постановлялося що єдиною законною грошовою одиницею є долар США. Рання американська валюта не містила портретів персон як це є на сучасних монетах та банкнотах (на початку XX ст. було дозволено розміщувати портрети осіб, але лише померлих). Цей принцип був свідомо прийнятий тодішнім урядом на противагу європейській практиці розміщування портретів монархів.
Спочатку в США не існувало центрального банку і кожен комерційний банк випускав свої банкноти (схожа система по сьогодні існує в Гонконгу та частково у Великій Британії). Першою інституцією з функціями центрального банку став Банк Північної Америки, заснований у 1781 році. У 1783 він був проданий у приватні руки і припинив функціонувати як центральний. У 1791 році Александером Гамілтоном був заснований Перший банк США який також виконував функції центрального банку. Його статут не був поновлений у 1811 році. У 1816 був заснований Другий банк США, але і його статут не був поновлений у 1836, значною мірою через критику президента Ендрю Джексона. З 1837 по 1862 роки у США існувала ера вільного банкінгу коли знову емісійними центрами банкнот виступали лише комерційні банки. Протягом XIX століття Казначейство США випускало також так звані «Казначейські банкноти» (Treasury Note), боргові цінні папери, якими Уряд США залучав фінансування для Англо-американської війни (1812—1815). Пізніше вони знову випускалися під час фінансових криз 1837 та 1857 років і для фінансування Американо-мексиканської війни (1846—1848) та Громадянської війни (1861—1865). Під час Громадянської війни (а саме з серпня 1861 по квітень 1862) Казначейство випускало також так звані «Банкноти на вимогу» (англ. Demand Note) номіналами 5, 10 та 20 доларів. Ними уряд Півночі оплачував різноманітні військові витрати включаючи зарплату працівникам та військовим. «Банкноти на вимогу» стали першими повноцінними державними банкнотами (на відмінно від попередніх боргових паперів та приватних банкнот) які отримали широкий обіг. Саме від них походить одна з розмовних назв долара США — грінбек (англ. greenback, що можна перекласти як зелені спини), оскільки вони друкувалися зеленою фарбою на звороті (back side). На аверсі (лицьовій стороні) зображення друкувалися одночасно чорною та зеленою фарбами. Пізніше Казначейство США перейняло цю традицію і зелений колір досі переважає в оформленні банкнот долара США. Під час війни урядом Півдня (Конфедерації) випускався Долар Конфедеративних Штатів Америки.

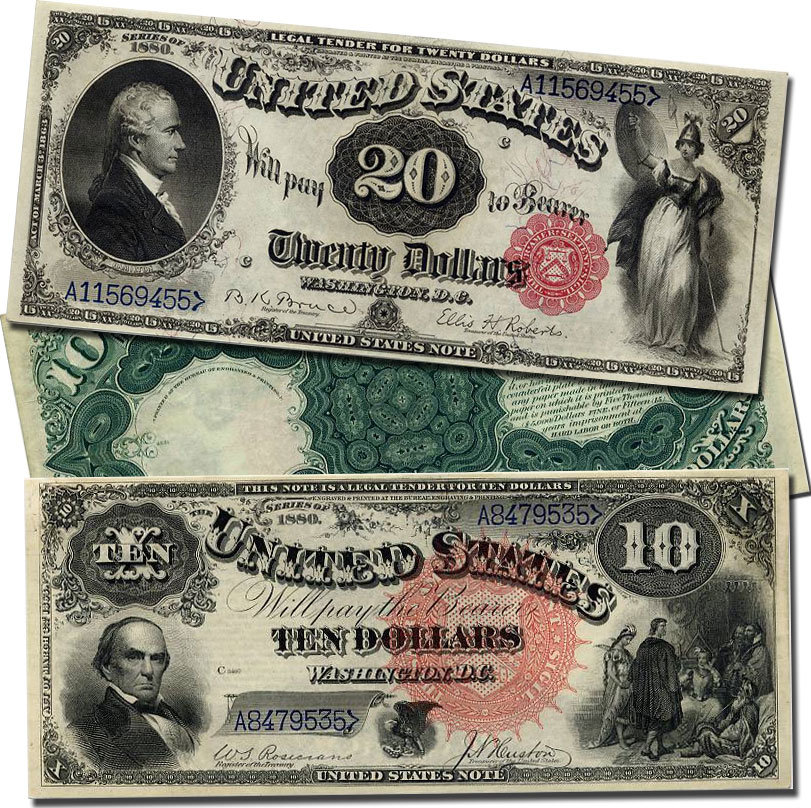
Банкноти «United States Note» (Банкнота Сполучених Штатів) номіналом 20 та 10 доларів 1880 року друку.

У 1862 та 1863 роках були випущені Акти про Національний банк (National Bank Act) якими Конгрес заснував систему національних банків що мали перебрати на себе випуск єдиної американської валюти. Спочатку випускалися різні типи банкнот: «Банкноти Сполучених Штатів» (United States Note, з 1862 по 1971), «Банкноти Національного Банку» (National Bank Note, з 1875 по 1935), «Банкноти Федерального Резервного Банку» (Federal Reserve Bank Note, з 1915 по 1934) а також срібні та золоті сертифікати. Через ряд фінансових потрясінь наприкінці XIX та на початку XX століть, у США велися дискусії про реформування системи національних банків яка могла б вести більш уніфіковану фінансову політику. Результатом стало прийняття у 1913 році «Акту про Федеральний резерв» (Federal Reserve Act) яким була створена існуюча по сьогодні Федеральна резервна система (ФРС) — структура яка об'єднала приватні національні банки та державний компонент (в особі Казначейства США) у виробленні єдиної фінансової політики. Членами Федеральної резервної системи стали 12 регіональних Федеральних резервних банків які власне і є емісійними центрами «Банкнот Федерального Резерву» (Federal Reserve Note) — сучасних банкнот долара США які поступово замінили інші типи банкнот.
У 1900 році був виданий Акт яким скасовувалась система біметалізму і вводився Золотий стандарт — прив'язка долара США до золота (втім срібні монети ще продовжували випускати до 1970 року). Вартість 1 долара була встановлена на рівні 23,22 грана (1,505 грам) золота або $20,67 за 1 тройську унцію золота. Золотий стандарт переривався двічі протягом Першої світової війни (1914—1918), перший раз повністю, другий для іноземного обміну. На початку війни американські компанії мали великі борги перед європейськими кредиторами які погашали золотом. Через призупинення золотого стандарту в європейських країнах обмінний курс американського долара до, наприклад, британського фунта стерлінгів був вищим від номінального золотого паритету. Це викликало великий відтік золота з США що тривав до 31 липня 1914 коли Нью-Йоркська фондова біржа закрилася і дія золотого стандарту призупинилася. Для захисту обмінного курсу долара, Казначейство США уповноважило банки в екстреному порядку випустити нову валюту, а новостворена Федеральна резервна система організувала фонд для забезпечення виплат іноземним кредиторам. Ці зусилля принесли успіх і в листопаді того ж року нові банкноти були відкликані з обігу. Золотий стандарт був відновлений в грудні 1914 коли Нью-Йоркська біржа знову запрацювала. До тих пір поки США залишалися нейтральними у війні, вона була єдиною країною що зберігала золотий стандарт — без обмежень в експорті та імпорті з 1915 по 1917 рік. Зі вступом Сполучених Штатів у війну (6 квітня 1917) на боці країн-членів Антанти, президент Вудро Вільсон заборонив експорт золота, тим самим призупинивши золотий стандарт для іноземного обміну. Після війни європейські країни поступово поверталися до своїх золотих стандартів, хоч і в дещо зміненому вигляді. Перша світова війна стала першим кроком до становлення долара США як світової резервної валюти оскільки саме тоді американська економіка отримала великий поштовх до росту через збільшення експорту до союзницьких країн, а сама країна перетворилася з боржника на кредитора (див. США в Першій світовій війні → Економіка США).
Під час Великої депресії в більшості країн був припинений золотий стандарт. ФРС, для збереження стандарту у США, була змушена підняти процентні ставки, що підвищувало і без того не малий економічний тиск на банки. Після того як банківська паніка стала більш вираженою на початку 1933, люди почали скуповувати золоті монети, позаяк недовіра до банків породила недовіру до паперових грошей що в свою чергу викликало погіршення дефляції та збіднення золотовалютних резервів. Для боротьби з цим, Конгрес та президент Франклін Рузвельт пройняли ряд Актів та Указів щодо впровадження політики рефляції. Серед них було призупинення золотого стандарту за винятком іноземного обміну, скасування функції золота як універсального законного засобу сплати боргів і заборона приватної власності на значні обсяги золотих монет. Указом встановлювалася примусова скупка у населення золота, за винятком певного дозволеного мінімуму, за ціною $20,67 за 1 тройську унцію. У 1934 році долар було девальвовано до $35 за унцію золота.
Друга світова війна спустошила європейські та азійські економіки, залишивши економіку Сполучених Штатів відносно недоторканою. Під час війни європейські уряди переправляли свої запаси золота у США та Канаду для їх захищеності перед вторгненням військ країн Осі. Значна їх частина була витрачена на покупку американських військових засобів, що дозволило цій країні накопичити великі резерви золота. Це надавало Сполученим Штатам значну економічну та політичну силу після війни. Під час Другої світової війни на банкнотах долара що були в обігу на Гаваях робилася спеціальна надпечатка. Планувалося що в разі окупації Гаваї японцями такі банкноти мали бути оголошені недійсними. Також під час війни нацисти планували проведення таємної спецоперації «Бернхард», метою якої було підірвати економіку Великої Британії та США шляхом випуску в обіг великої кількості фальшивих банкнот фунта стерлінгів та долара США.

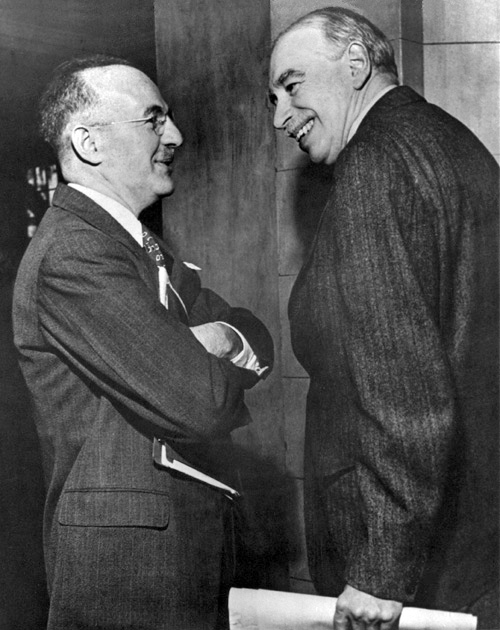
Американський та британський економісти Гаррі Декстер Вайт і Джон Мейнард Кейнс були головами делегацій своїх країн на Бреттон-Вудській конференції і зробили великий внесок у розробку післявоєнної моделі валютних відносин у світі.

Заснована у 1944 році Бреттон-Вудська система закріпила статус долара США як світової резервної валюти. За умовами системи, країни Західної Європи, а також Канада, Японія та Австралія зобов'язалися прив'язати курси своїх валют до американського долара, а США взяла на себе обов'язок обмінювати долари США на золото за курсом $35 за унцію. Дана система була покликана врегулювати обмінні курси валют що було необхідно для відбудови післявоєнних економік. Для підтримки цієї системи були засновані Міжнародний валютний фонд та Міжнародний банк реконструкції та розвитку, що сьогодні входить до Групи Світового банку.
Поки Бреттон-Вудська система приходила в дію, європейські країни стикнулися з дефіцитом долара для імпорту товарів з США. У 1948 році Конгрес прийняв «План Маршалла» — програму економічної допомоги Європі після Другої світової війни. План передбачав надання Європі 12 мільярдів доларів (близько 100 млрд за цінами 2018 року) для імпорту з США продуктів харчування, промислового устаткування, палива, одягу, сировини, тощо. Це допомогло зберегти та відродити європейський економічний потенціал створивши джерела самозабезпечення та можливості для вже самостійного платоспроможного імпорту з США. В підсумку, План Маршалла забезпечив довготривалий позитивний ефект і для американської економіки через збільшення експорту в Європу. Схожа програма допомоги від Сполучених Штатів існувала також для Японії. Цікаво що перед Планом Маршала існував деструктивний План Моргентау — програма з деіндустріалізації окупованої Німеччини для недопущення можливого відродження її військового потенціалу у майбутньому.
З відновленням повоєнних економік зростала й грошова маса у світі. У 1959 році кількість доларів що перебувала в обігу у світі перевищувала резерви золота у США (за встановленим Бреттон-Вудською системою курсу в $35 за унцію). Це створило ризики для відтоку золота зі США оскільки все більше країн зверталися за обміном своїх доларів на золото, при продовженні цієї тенденції в перспективі Сполченні Штати взагалі могли вичерпати свої резерви що означало б крах Бреттон-Вудської системи. Для недопущення цього, 1 листопада 1961 року США та 7 європейських країн уклали угоду про створення «Лондонського пулу золота» (англ. London Gold Pool) у якому США забезпечили 50 % резервів, решту — європейські країни. Тобто тоді підтримка стабільних курсів в межах Бреттон-Вудської системи перейшла на забезпечення від мононаціонального американського золотого запасу до міжнародного. Це підтримало систему на деякий час. Через збільшення подальшого попиту на золото, девальвацію Банком Англії фунта в листопаді 1967 та викликаний цим вихід Франції з угоди, Лондонський пул золота розпався в березні 1968. Після цього США офіційно визнали політику дворівневого ринку: офіційного — для іноземних урядів за ціною $35 за унцію та приватного, де золото торгувалося за ринковими цінами. Уряд США заявив що припинить продавати золото іноземним урядам які торгують ним на приватному ринку, але це все одно створювало великі ризики зловживань для учасників ринку які могли купувати золото за нижчими цінами на урядовому ринку і продавати його за вищими на приватному. Зрештою 15 серпня 1971 року, на тлі певних економічних факторів (зростання інфляції під час В'єтнамської війни, девальвації інших валют, зокрема фунта стерлінгів), президент Річард Ніксон видав указ про скасування прив'язки долара США до золота (золотого стандарту). Ця подія увійшла в історію під назвою «Ніксонівський шок» (англ. Nixon shock). Вона ознаменувала перехід долара та інших провідних валют від фіксованого режиму обмінного курсу до плаваючого, тобто ринкового визначення вартості валют. У 1976 році нова реальність була затверджена як Ямайська валютна система яка існує по сьогодні. По суті з 1971 року золото перейшло з грошової одиниці в товар, а долари та інші валюти стали фіатними грошима. Після скасування золотого стандарту, ціни на золото сильно виросли — до майже $200 за унцію у 1975 та $800 у 1980. Після переходу на плаваючий курс, а також на тлі зростання інфляції у Великій Британії, долар США остаточно утвердився як основна резервна валюта світу. Так за даними МВФ, якщо у 1965 на долар США припадало 72 % світових валютних резервів, а на фунт стерлінгів, який був на другому місці, 25 %, то у 1975 році на долар припадало 84 %, на німецьку марку, яка піднялась на друге місце, 6 %, на фунт 3 %.
Протягом десятиліть американський долар залишається основною резервною валютою у світі. Ним зазвичай номінуються ціни на міжнародних біржах на такі найпоширеніші за обсягом торгівлі товари як нафта, промислові метали, сільськогосподарські сировини, золото, тощо. На початку 1990-х, після падіння Залізної завіси, долар США поширився в країнах східного блоку як на державному рівні від таких організацій як Міжнародний валютний фонд або Світовий банк — для допомоги переведення економік на ринкову систему так і серед населення як засіб заощадження в посткомуністичній нестабільності. Він досі зберігає поширеність серед населення і компаній як одиниця розрахунків або засіб заощадження, зокрема в Україні. Довгий час валютний курс української гривні має різні рівні прив'язки до американського долара.
За даними Федерального резервного банку Нью-Йорка, у світі, станом на липень 2013 року, в обігу готівкою перебувало 1,2 трильйона доларів.

## Монети
Монетний Акт (Coinage Act) від 1792 року постановив, що долар США, на відміну від іспанського долара який поділявся на 8 реалів, буде приведений до десяткової системи числення. Було встановлено такі розмінні одиниці як «міль» (множина «мільс», англ. mill, mills, символ ₥) який дорівнював 1⁄1000 долара, «цент» (cent, ¢) — 1⁄100 долара, «дайм» (dime) — 1⁄10 долара та «іґл» (eagle, в перекладі «орел») — 10 доларів. На практиці лише «цент» використовується як розмінна одиниця долара. «Дайм» вживається для іменування монети в 10 центів, «міль» та «іґл» взагалі не відомі більшості американців, хоча мільси іноді використовуються для, наприклад, зборів податків або цін на бензин (ціни на бензин у США зазвичай вказуються в форматі $X.XX9 за 1 галон, тобто відображаються напркл. як $3.599 або частіше $3.599⁄10).
Монети долара США карбуються з 1792 року. Усі вони досі залишаються законними платіжними засобами. Хоча, звичайно, боністична вартість старих монет значно перевищує їх номінальну тому вони перебувають в обігу хіба що між колекціонерами. З 1934 року, випускаються обігові монети номіналами лише в 1, 5, 10, 25, 50 центів та 1 долар. Останні два номінали випускаються обмеженим тиражем тому в обігу зустрічаються рідко. Раніше випускались також номінали в 1⁄2, 2, 3, 20, центів та 2,50, 3, 5, 10 і 20 доларів. Усі монети карбуються в Монетному дворі США (United States Mint). Випускаються також різноманітні пам'ятні монети долара США.
Подібно до банкнот, в США часто вживаються розмовні назви монет американського долара, як, наприклад, квотер (англ. quarter, в перекладі четвертак) коли мають на увазі монету в 25 центів, дайм (dime, 1⁄10 долара) — 10 центів, нікель (nickel, це була одна з перших монет виготовлена не з дорогоцінних металів, а зі звичайних, зокрема нікелю) — 5 центів та пенні (penny, назва походить від розмінної одиниці британського фунта) — 1 цент.
Монети американського долара мають широкий обіг лише у США та у кількох країнах з доларизованим грошовим обігом. Деякі країни (Східний Тимор, Еквадор, Панама) що офіційно прийняли долар США, використовуючи його банкноти продовжують карбувати свої монети.
| Зображення (аверс/реверс) | Номінал (розмовна назва)                  | Дата випуску                | Метал                                                                      | Аверс             | Реверс                               | Діаметр (мм) | Маса (гр)  | Гурт           | Гравер                         |
| ------------------------- | ----------------------------------------- | --------------------------- | -------------------------------------------------------------------------- | ----------------- | ------------------------------------ | ------------ | ---------- | -------------- | ------------------------------ |
|                           | Один цент «пенні»                         | 2010–до сьогодні            | 97.5 % Zn, 2,5 % Cu                                                        | Авраам Лінкольн   | Щит, що символізує об'єднану державу | 19           | 2,50       | Гладкий        | Віктор Бреннер, Лінделл Басс   |
|                           | П'ять центів «нікель»                     | 1938–до сьогодні            | 1938-: 75 % Cu, 25 % Ni 1942-1945: 56 % Cu, 35 % Ag, 9 % Mn                | Томас Джефферсон  | Садиба Монтічелло                    | 21,21        | 5          | Гладкий        | Фелікс Шлаг                    |
|                           | Десять центів «дайм»                      | 1946–до сьогодні            | 1946-1964: 90 % Ag, 10 % Cu 1965-: 75 % Cu, 25 % Ni                        | Франклін Рузвельт | Смолоскип, оливкова, дубова гілка    | 17,91        | 2,5        | Рубчастий      | Джон Сіннок                    |
|                           | Чверть долара «квотер»                    | 1932–до сьогодні            | 1932-1964: 90 % Ag, 10 % Cu 1965-: 75 % Cu, 25 % Ni                        | Джордж Вашингтон  | Орел, пучок стріл, оливкові гілки    | 24,3         | 6,25 5,67  | Рубчастий      | Джон Фланеган                  |
|                           | Півдолара «халф» (обмежений випуск)       | 1964–до сьогодні            | 1964: 90 % Ag, 10 % Cu 1965-1970: 60 % Cu, 40 % Ag 1971-: 90 % Cu, 10 % Ni | Джон Кеннеді      | Герб США                             | 30,6         | 12,5 11,34 | Рубчастий      | Гілрой Робертс, Френк Гаспарро |
|                           | Один долар «Сакагавея» (обмежений випуск) | 1979—1981, 1999-до сьогодні | 88,5 % Cu, 6 % Zn, 3,5 % Mn, 2 % Ni                                        | Сакагавея         | Різні, в залежності від року випуску | 26,5         | 8,1        | літери і зірки | Гленна Гудейкер                |

## Банкноти

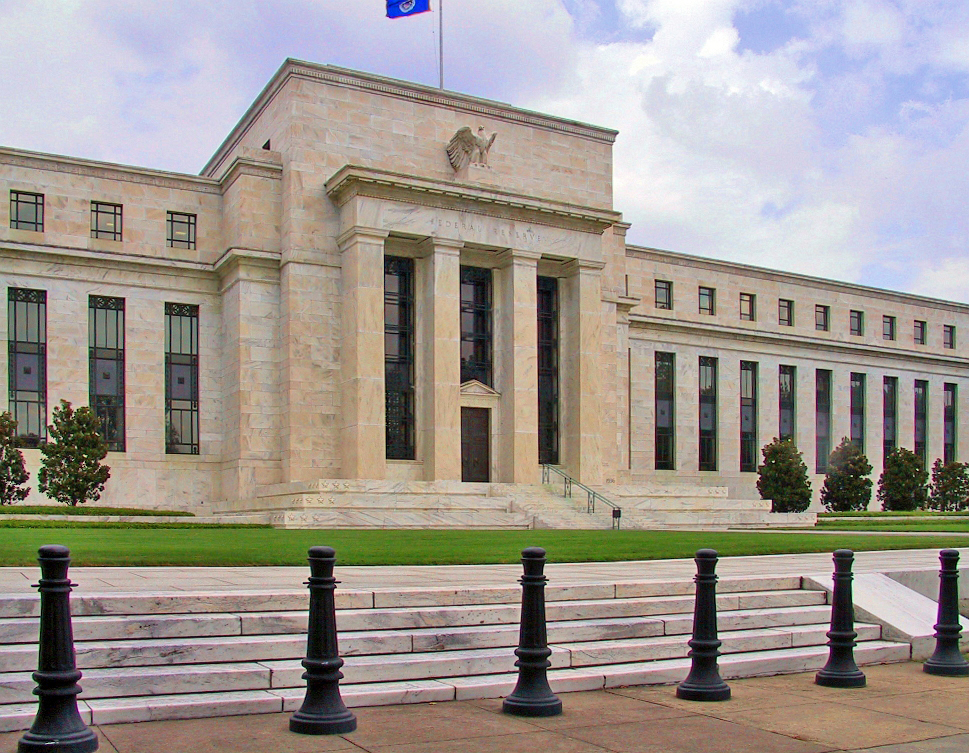
Штаб-квартира Федеральної резервної системи у Вашингтоні (2004)

У 1913 році була створена, існуюча по сьогодні, Федеральна резервна система (ФРС) — структура яка об'єднала приватні національні банки та державний компонент (в особі Казначейства США) у виробленні єдиної фінансової політики. Членами Федеральної резервної системи є 12 регіональних Федеральних резервних банків які є емісійними центрами «Банкнот Федерального Резерву» (Federal Reserve Note) — сучасних банкнот долара США які поступово замінили інші типи банкнот. Раніше були банкноти таких типів як «Банкноти Сполучених Штатів» (United States Note, з 1862 по 1971), «Банкноти Національного Банку» (National Bank Note, з 1875 по 1935) та «Банкноти Федерального Резервного Банку» (Federal Reserve Bank Note, з 1915 по 1934). Кожен з банків має свої літерні та цифрові коди які зазначаються на випущених ними банкнотах. Перша серія Банкнот Федерального Резерву була випущена у 1914 році і включала такі номінали як 5, 10, 20, 50 та 100 доларів. У 1918 були випущені банкноти в 500, 1000, 5000 та 10 000 доларів. Дані великі номінали використовувалися в основному лише в міжбанківських розрахунках. Вони ще були перевипущені у серіях 1928 та 1934 років, але з 1969 стали вилучатися через впровадження електронних банківських платежів. У 1963 Казначейство США впровадило випуск 1-доларової банкноти, а у 1973 2-доларової, остання, однак, друкується обмеженим тиражем тому в обігу зустрічається рідко.
Протягом усієї історії дизайн Банкнот Федерального Резерву особливо не змінювався. На усіх них продовжують друкувати зображення переважно чорною фарбою на аверсі та зеленою на звороті. Найбільші зміни відбулися в серіях 1928 (зменшення розміру банкнот), 1996 (збільшення розміру портретів, загальна світліша тональність) та 2004—2009 років (ще більш світла тональність в номіналах 5, 10, 20 доларів, зникнення овального обрамлення портретів, червоні смуги прапора США на аверсі 50-ти доларів, яскравий напис номіналу на звороті 100-доларової купюри та нові візуальні елементи захисту). Незмінними з початку їх випуску залишаються банкноти в 1 та 2 долари. Серед спільних елементів що присутні на усіх банкнотах є печатки ФРС та Казначейства по обидва боки від портретів (на 1- та 2-доларових купюрах зліва від портретів є печатки Федеральних резервних банків що їх випустили) та надпис «In God We Trust» (В Бога Ми Віримо). Банкноти останньої серії мають такі елементи захисту від підробок як водяний знак, захисна стрічка, «Сузір'я Євріона», друк номіналу що змінює колір при різних кутах зору, тощо. У 2013 році в обіг була введена нового дизайну 100-доларова банкнота (серії 2009) в якій появилися такі помітні елементи захисту як вплетена «3D стрічка», із зображенням Дзвону Свободи що змінюється написом «100», та зображення чорнильниці що змінює колір при зміні кута зору. Усі банкноти друкуються Бюром Гравіювання і Друку (Bureau of Engraving and Printing) на папері що виробляється фабрикою Crane Currency (м. Бостон) і який складається з бавовни (75 %) та льону (25 %).
| Зображення | Зображення | Номінал                     | Розміри (мм) | Основний колір      | Опис                | Опис                        | Опис             |
| Аверс      | Реверс     | Номінал                     | Розміри (мм) | Основний колір      | Аверс               | Реверс                      | Дата             |
| ---------- | ---------- | --------------------------- | ------------ | ------------------- | ------------------- | --------------------------- | ---------------- |
|            |            | 1 долар                     | 156 × 66,3   | чорно-зелений       | Джордж Вашингтон    | Велика печатка              | 1963–до сьогодні |
|            |            | 2 долари (обмежений випуск) | 156 × 66,3   | чорно-зелений       | Томас Джефферсон    | Декларація незалежності США | 1976–до сьогодні |
|            |            | 5 доларів                   | 156 × 66,3   | чорно-зелено-жовтий | Авраам Лінкольн     | Меморіал Лінкольна          | 2006–до сьогодні |
|            |            | 10 доларів                  | 156 × 66,3   | чорно-зелено-жовтий | Александер Гамілтон | Міністерство фінансів США   | 2004–до сьогодні |
|            |            | 20 доларів                  | 156 × 66,3   | чорно-зелено-жовтий | Ендрю Джексон       | Білий дім                   | 2004–до сьогодні |
|            |            | 50 доларів                  | 156 × 66,3   | чорно-зелений       | Улісс Грант         | Капітолій                   | 2004–до сьогодні |
|            |            | 100 доларів                 | 156 × 66,3   | чорно-зелено-синій  | Бенджамін Франклін  | Індепенденс-холл            | 2009–до сьогодні |

| Номер округу | Літерний код | Місцезнаходження центру | Федеральний резервний банк               |
| ------------ | ------------ | ----------------------- | ---------------------------------------- |
| 1            | A            | Бостон                  | Федеральний резервний банк Бостона       |
| 2            | B            | Нью-Йорк                | Федеральний резервний банк Нью-Йорка     |
| 3            | C            | Філадельфія             | Федеральний резервний банк Філадельфії   |
| 4            | D            | Клівленд                | Федеральний резервний банк Клівленда     |
| 5            | E            | Ричмонд                 | Федеральний резервний банк Ричмонда      |
| 6            | F            | Атланта                 | Федеральний резервний банк Атланти       |
| 7            | G            | Чикаго                  | Федеральний резервний банк Чикаго        |
| 8            | H            | Сент-Луїс               | Федеральний резервний банк Сент-Луїса    |
| 9            | I            | Міннеаполіс             | Федеральний резервний банк Міннеаполіса  |
| 10           | J            | Канзас-Сіті             | Федеральний резервний банк Канзас-Сіті   |
| 11           | K            | Даллас                  | Федеральний резервний банк Далласа       |
| 12           | L            | Сан-Франциско           | Федеральний резервний банк Сан-Франциско |

## Долар США як світова резервна валюта
Після Другої світової війни Долар США став основною резервною валютою у світі. Це пояснюється домінуючою роллю американської економіки і політичної системи як найбільшої і однієї з найрозвиненіших та найстабільніших в світі. Дане становище було закріплене Бреттон-Вудською валютною системою.
На американський долар стабільно припадає більше половини світових національних золотовалютних запасів. У 1980-х роках, з піднесенням економік Німеччини та Японії, побутувала думка що дойчмарка і єна будуть конкурувати з доларом як резервні валюти і поділять світ на три валютні блоки. Однак з початку 1990-х поширеність єни у світі почала падати через неочікувану рецесію японської економіки, а дойчмарка з 1999 була замінена на євро. З 2002 року після введення готівкового євро спостерігалася тенденція до зниження частки накопичень в американських доларах що було викликано бажанням центробанків диверсифікувати свої резерви. Однак з 2008 після глобальної фінансової кризи ця тенденція сповільнилася, оскільки долар вважався більш стабільною валютою-сховищем.
Серед факторів які підтримують статус американського долара як основної резервної валюти у світі економісти називають розмір національної економіки (за розміром номінального ВВП Економіка США є найбільшою у світі), важливість економіки у міжнародній торгівлі (США є одним з найбільших експортерів та імпортерів товарів і послуг у світі), розмір, розвиненість та відкритість фінансових ринків, конвертованість валюти, прив'язування до неї валютних курсів інших валют (станом на 2019 рік до долара США прив'язані курси більше 20 валют) та макроекономічна політика в країні.
На початок XXI століття долар США займає перше місце у світі за об'ємами торгівлі. На нього припадає до двох третин світових національних валютних запасів. Також від 40 до 60 % фінансових операцій у світі обчислюються в американських доларах.
|                        | 2024 | 2023    | 2022    | 2021    | 2020    | 2019    | 2018    | 2017    | 2016    | 2015    | 2014    | 2013    | 2012    | 2011    | 2010    | 2009    | 2008    | 2007    | 2006    | 2005    | 2004    | 2003    | 2002    | 2001    | 2000    | 1999    | 1998    | 1997    | 1996    | 1995    | 1984   | 1983   | 1982   | 1980   | 1976   | 1972   | 1970   |
| Долар США              | 57,80 % | 58,42 % | 58,52 % | 58,80 % | 58,92 % | 60,75 % | 61,76 % | 62,73 % | 65,36 % | 65,75 % | 65,17 % | 61,28 % | 61,50 % | 62,69 % | 62,24 % | 62,15 % | 63,77 % | 63,87 % | 65,04 % | 66,51 % | 65,51 % | 65,45 % | 66,50 % | 71,51 % | 71,13 % | 71,01 % | 69,28 % | 65,10 % | 61,98 % | 58,96 % | 65,8 % | 68,5 % | 68,4 % | 67,2 % | 76,6 % | 78,6 % | 77,2 % |
| Євро                   | 19,83 % | 19,95 % | 20,37 % | 20,59 % | 21,29 % | 20,59 % | 20,67 % | 20,17 % | 19,14 % | 19,15 % | 21,21 % | 24,21 % | 24,07 % | 24,44 % | 25,76 % | 27,70 % | 26,21 % | 26,13 % | 24,99 % | 23,89 % | 24,68 % | 25,03 % | 23,65 % | 19,18 % | 18,29 % | 17,90 % |         |         |         |         |        |        |        |        |        |        |        |
| Німецька марка         | |         |         |         |         |         |         |         |         |         |         |         |         |         |         |         |         |         |         |         |         |         |         |         |         |         | 13,79 % | 14,48 % | 14,67 % | 15,75 % | 12,1 % | 11,2 % | 12,4 % | 14,8 % | 8,8 %  | 4,6 %  | 1,9 %  |
| Японська єна           | 5,82 % | 5,69 %  | 5,54 %  | 5,52 %  | 6,03 %  | 5,87 %  | 5,19 %  | 4,90 %  | 3,95 %  | 3,75 %  | 3,55 %  | 3,82 %  | 4,09 %  | 3,61 %  | 3,66 %  | 2,90 %  | 3,47 %  | 3,18 %  | 3,46 %  | 3,96 %  | 4,28 %  | 4,42 %  | 4,94 %  | 5,04 %  | 6,06 %  | 6,37 %  | 6,24 %  | 5,77 %  | 6,71 %  | 6,77 %  | 5,4 %  | 4,7 %  | 4,6 %  | 4,3 %  | 2,1 %  | 0,1 %  |        |
| Британський фунт       | 4,73 % | 4,86 %  | 4,90 %  | 4,81 %  | 4,73 %  | 4,64 %  | 4,43 %  | 4,54 %  | 4,35 %  | 4,72 %  | 3,70 %  | 3,99 %  | 4,04 %  | 3,84 %  | 3,94 %  | 4,25 %  | 4,22 %  | 4,82 %  | 4,52 %  | 3,75 %  | 3,49 %  | 2,86 %  | 2,92 %  | 2,70 %  | 2,75 %  | 2,89 %  | 2,66 %  | 2,58 %  | 2,68 %  | 2,11 %  | 2,8 %  | 2,6 %  | 2,4 %  | 2,9 %  | 1,9 %  | 7,1 %  | 10,4 % |
| Канадський долар       | 2,77 % | 2,59 %  | 2,39 %  | 2,38 %  | 2,08 %  | 1,86 %  | 1,84 %  | 2,03 %  | 1,94 %  | 1,78 %  | 1,75 %  | 1,83 %  | 1,43 %  |         |         |         |         |         |         |         |         |         |         |         |         |         |         |         |         |         |        |        |        |        |        |        |        |
| Китайський юань        | 2,18 % | 2,29 %  | 2,61 %  | 2,80 %  | 2,29 %  | 1,94 %  | 1,89 %  | 1,23 %  | 1,08 %  |         |         |         |         |         |         |         |         |         |         |         |         |         |         |         |         |         |         |         |         |         |        |        |        |        |        |        |        |
| Австралійський долар   | 2,06 % | 2,14 %  | 1,97 %  | 1,84 %  | 1,83 %  | 1,70 %  | 1,63 %  | 1,80 %  | 1,69 %  | 1,77 %  | 1,60 %  | 1,82 %  | 1,46 %  |         |         |         |         |         |         |         |         |         |         |         |         |         |         |         |         |         |        |        |        |        |        |        |        |
| Французький франк      | |         |         |         |         |         |         |         |         |         |         |         |         |         |         |         |         |         |         |         |         |         |         |         |         |         | 1,62 %  | 1,44 %  | 1,85 %  | 2,35 %  | 1,0 %  | 1,1 %  | 1,3 %  | 1,7 %  | 1,6 %  | 0,9 %  | 1,1 %  |
| Швейцарський франк     | 0,17 % | 0,19 %  | 0,23 %  | 0,17 %  | 0,17 %  | 0,15 %  | 0,14 %  | 0,18 %  | 0,16 %  | 0,27 %  | 0,24 %  | 0,27 %  | 0,21 %  | 0,08 %  | 0,13 %  | 0,12 %  | 0,14 %  | 0,16 %  | 0,17 %  | 0,15 %  | 0,17 %  | 0,23 %  | 0,41 %  | 0,25 %  | 0,27 %  | 0,23 %  | 0,33 %  | 0,35 %  | 0,30 %  | 0,33 %  | 2,0 %  | 2,3 %  | 2,7 %  | 3,2 %  | 2,2 %  | 1,0 %  | 0,7 %  |
| Нідерландський гульден | |         |         |         |         |         |         |         |         |         |         |         |         |         |         |         |         |         |         |         |         |         |         |         |         |         | 0,27 %  | 0,35 %  | 0,24 %  | 0,32 %  |        |        |        |        |        |        |        |
| Інші                   | 4,64 % | 3,87 %  | 3,48 %  | 3,09 %  | 2,65 %  | 2,51 %  | 2,45 %  | 2,43 %  | 2,33 %  | 2,82 %  | 2,78 %  | 2,78 %  | 3,20 %  | 5,33 %  | 4,27 %  | 2,88 %  | 2,20 %  | 1,83 %  | 1,81 %  | 1,74 %  | 1,87 %  | 2,01 %  | 1,58 %  | 1,31 %  | 1,49 %  | 1,60 %  | 4,50 %  | 3,86 %  | 4,48 %  | 4,87 %  | 10,9 % | 9,6 %  | 8,2 %  | 5,9 %  | 6,8 %  | 7,7 %  | 8,7 %  |
|                        | Джерела: World Currency Composition of Official Foreign Exchange Reserves Міжнародний валютний фонд (1995-2024), The evolution of reserve currency diversification, December 1986 Банк міжнародних розрахунків (1970-1984) |         |         |         |         |         |         |         |         |         |         |         |         |         |         |         |         |         |         |         |         |         |         |         |         |         |         |         |         |         |        |        |        |        |        |        |        |

## Валютний курс

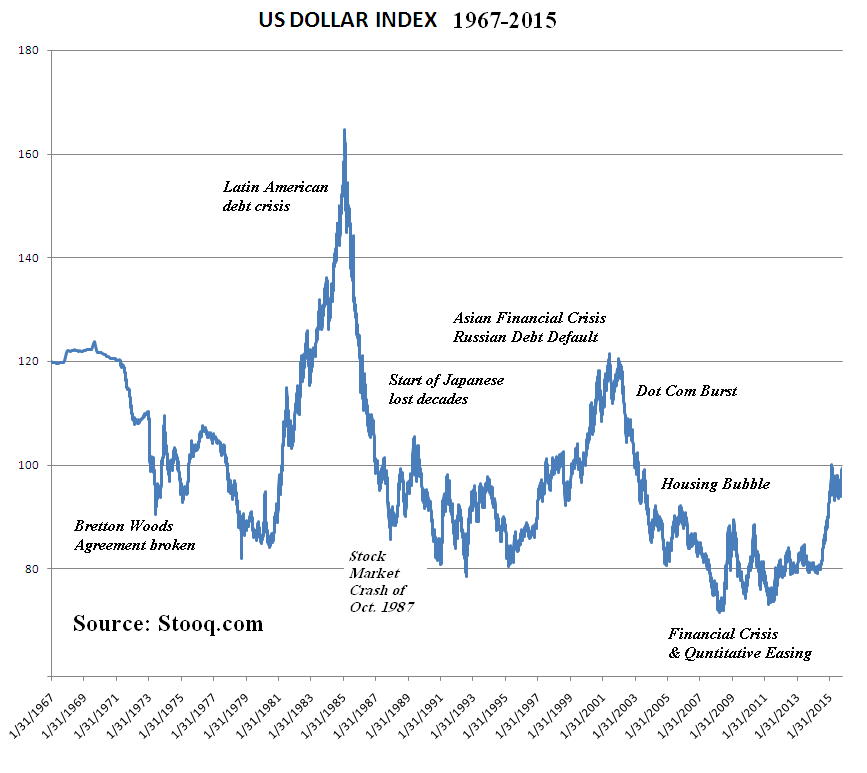
Графік «Індексу долара» (1967—2015)

Незважаючи на статус основної резервної валюти у світі, долар США, однак, не є «найтвердішою» за валютним курсом серед інших головних валют. Так загалом з 1960 по 2020 рік він зміцнів відносно британського фунта на 105 %, австралійського долара на 45 % та канадського долара на 33 %, однак ослаб відносно японської єни на 71 % та швейцарського франка на 79 %. Відносно євро з 1999 (коли він був запроваджений) по 2020 рік, американський долар ослаб на 4 %. Відносно валют-попередників євро таких як французький франк та німецька марка, долар США, з 1960 по 1998 рік, зміцнів на 14 % відносно франка, але ослаб на 59 % відносно марки.
Так званий «Індекс долара», який розраховує вартість долара США відносно шести валют основних торговельних партнерів США, з 1967 по 2020 рік знизився на 31 відсотковий пункт (з 120 до 89). Загалом протягом усього цього часу індекс плавно знижувався хоч і мав значні хвилі зростання. Примітно що основні хвилі зростання індексу припадають на регіональні (неамериканські) фінансові кризи, такі як Боргова криза латиноамериканських країн (1980-ті рр.), Азійська фінансова криза (1997) або Європейська боргова криза (2014—2015), під час яких відповідні регіональні валюти знецінювалися що в свою чергу породжувало попит на резервні валюти, в основному на долар США. Натомість Глобальна фінансова криза 2008 року, яка почалася саме з США, особливо на індекс долара не вплинула. Це можна пояснити тим що хоч дана криза й почалася з США, згодом вона поширилася майже на увесь світ.